# Oldsmobile Touring Runabout
La Touring Runabout è un'autovettura prodotta dall'Oldsmobile dal 1904 al 1905.

## Storia
Era offerta solo in versione roadster due posti e montava lo stesso motore della 6C. A differenza però di quest'ultima, la Touring Runabout era caratterizzata da un radiatore a nido d'ape e da lampade di ottone.
Nello specifico, il modello aveva installato un motore monocilindrico da 1.931 cm³ di cilindrata che erogava 7 CV di potenza. La trazione era posteriore e il moto alle ruote posteriori era trasmesso tramite una catena. Il cambio era epicicloidale a due rapporti con leva sulla parte destra del guidatore. I freni agivano tramite tamburo sulle ruote posteriori. La Touring Runabout era offerta in due colori, verde e rosso scuro.